# Мармаріум
Мармаріум або Мармаріон (дав.-гр. Μαρμάριον) — місто стародавнього острову Евбея. Зі слів Страбона, Мармаріум розташовувався на узбережжі поблизу Каристуса, навпроти Халае Арапхенід в Аттиці. В Кар'єрах Мармаріума видобували знаменитий зелений мармур, з білими зонами — Cipollino мармур римлян.
Його розташування знаходиться недалеко від сучасного села Мармарі.